# Mémorial de Caen

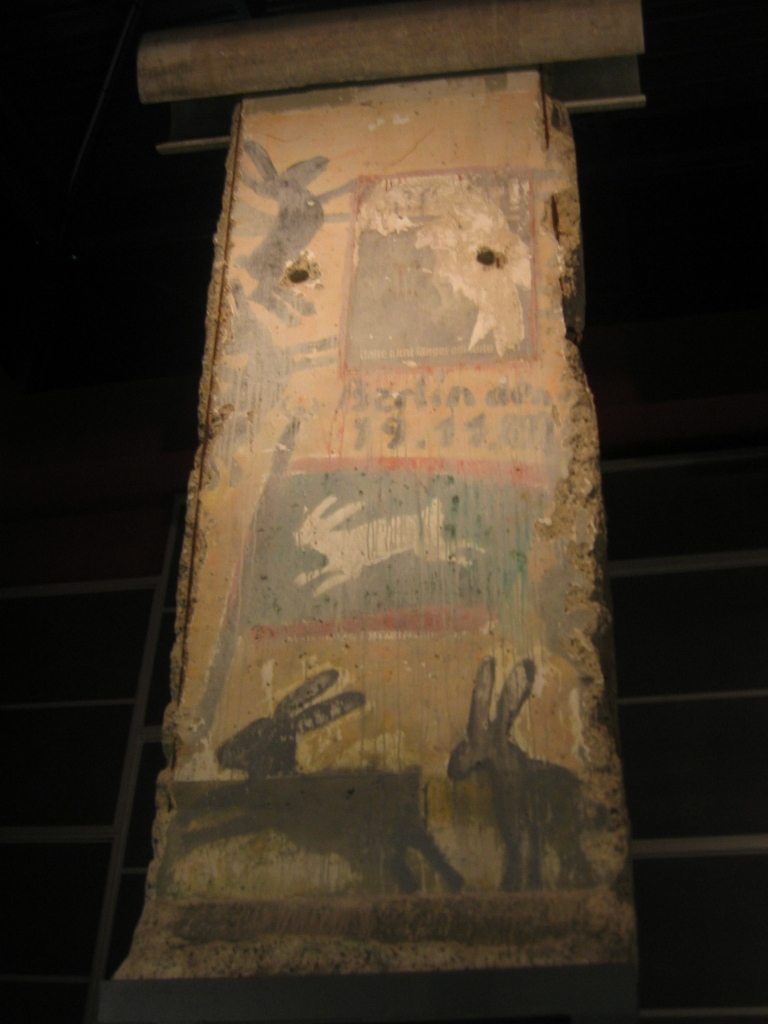
Fragment der Berliner Mauer im Memorial de la Paix

Das Mémorial de Caen ist ein Museum in Caen in der französischen Normandie. Es dokumentiert die Operation Neptune mit der Landung der Alliierten am 6. Juni 1944 (D-Day) in der Normandie und die folgenden Kämpfe zur Befreiung der Normandie von der deutschen Besatzung, und bettet dies in die europäische Geschichte des 20. Jahrhunderts vom Ersten Weltkrieg bis zum Mauerfall ein. Jährlich besuchen es rund 630.000 Besucher.

## Geschichte
Das Museum geht auf eine Initiative des ehemaligen Bürgermeisters der Stadt, Jean-Marie Girault, zurück. Es wurde über dem früheren Befehlsbunker des Kommandanten der deutschen 716. Infanteriedivision errichtet, der auch zugänglich ist.
Am 44. Jahrestages der Landung in der Normandie, am 6. Juni 1988 wurde es vom damaligen französischen Staatspräsidenten François Mitterrand sowie von zwölf Botschaftern der an dem Kampf in der Normandie beteiligten Nationen eingeweiht. Später kam ein Erweiterungsbau hinzu. Das Museum befindet sich mehrheitlich im Eigentum der Stadt. Bei der Konzeption der Dauerausstellung wurde die Zusammenarbeit der Trägerschaft mit den jungen Historikern des Pariser Institut d’histoire du temps présent (IHTP) nach Meinungsverschiedenheiten eingestellt, weshalb Kritiker bemängelt haben, dass das Museum keinen engagierten Standpunkt beziehe, oder in einzelnen Bereichen sogar ein naives Geschichtsbild vermittle.

## Aufbau
Der Besucher kann zwischen vier Abteilungen wählen:
1. Der Zweite Weltkrieg mit seiner Vorgeschichte ab dem Friedensvertrag von Versailles über den Holocaust bis zur Kapitulation der Achsenmächte,
2. Die Ereignisse des Krieges in der Normandie (Operation Overlord),
3. Die Zeit von 1945 bis zum Ende des Kalten Krieges,
4. Der Führungsbunker der deutschen Besatzer ist über eine Außentreppe (bzw. Fahrstuhl) ebenfalls zu besichtigen.

Die Beschriftung der Exponate ist dreisprachig (deutsch/englisch/französisch). Zu den Exponaten gehören u. a. das Barett von Feldmarschall Bernard Montgomery und ein deutsches Enigma-Kodiergerät.
Es gibt im Untergeschoss eine Galerie der Friedensnobelpreisträger. Südlich des Museums erstreckt sich der Parc international pour la Libération de l'Europe, ein großer Garten, der der alliierten Beteiligten der Befreiung Frankreichs von den Besetzern gedenkt.

## Services
Das Mémorial verfügt über Audioguides auch auf Deutsch und speziell konzipiert für Kinder. Es zeigt mehrere Filme im Kinosaal, hat ein Café, ein Restaurant und eine Betreuungsstelle für Kleinkinder, daneben eine Médiathèque und einen Buch- und Souvenirshop.